# Limonius subauratus
Limonius subauratus är en skalbaggsart som beskrevs av Leconte. Limonius subauratus ingår i släktet Limonius och familjen knäppare. Inga underarter finns listade i Catalogue of Life.